# Tuzinje
Tuzinje (izvirno srbsko Тузиње) je naselje v Srbiji, ki upravno spada pod Občino Sjenica; slednja pa je del Zlatiborskega upravnega okraja.

## Demografija
V naselju, živi 154 polnoletnih prebivalcev, pri čemer je njihova povprečna starost 32,6 let (33,4 pri moških in 31,7 pri ženskah). Naselje ima 34 gospodinjstev, pri čemer je povprečno število članov na gospodinjstvo 6,00.
|  |

| Demografija | Demografija     | Demografija     |
| Leto        | Št. prebivalcev | Št. prebivalcev |
| ----------- | --------------- | --------------- |
|             |                 |                 |
|             |                 |                 |
|             |                 |                 |
|             |                 |                 |
| 1948        | 608             |                 |
| 1953        | 686             |                 |
| 1961        | 724             |                 |
| 1971        | 545             |                 |
| 1981        | 530             |                 |
| 1991        | 299             | 299             |
| 2002        | 243             | 204             |
|             |                 |                 |

| Etnična sestava po popisu iz leta 2002 | Etnična sestava po popisu iz leta 2002 | Etnična sestava po popisu iz leta 2002 | Etnična sestava po popisu iz leta 2002 | Etnična sestava po popisu iz leta 2002 |
| -------------------------------------- | -------------------------------------- | -------------------------------------- | -------------------------------------- | -------------------------------------- |
| Bošnjaki                               | Bošnjaki                               |                                        | 199                                    | 97,54%                                 |
| Srbi                                   | Srbi                                   |                                        | 5                                      | 2,45%                                  |
| Neznano                                | Neznano                                |                                        | 0                                      | 0,0%                                   |